# Josippon

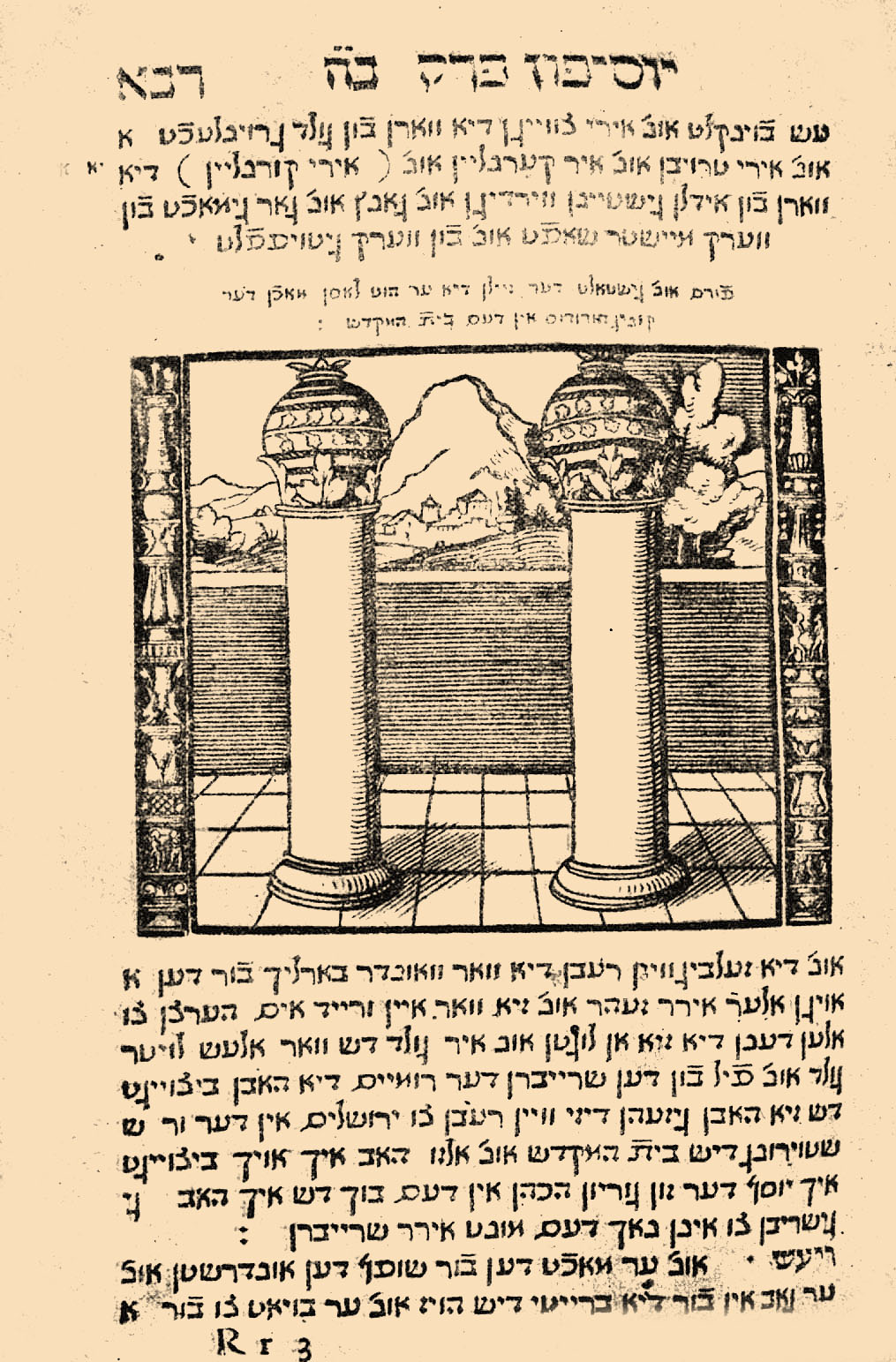
Josippon (1546)

Księga Josippona (hebr. Sefer Josippon, ספר יוסיפון) – jedno z najpopularniejszych hebrajskich dzieł historiograficznych w kulturze żydowskiej, opowiadające o losach Żydów w okresie Drugiej Świątyni. Powstała na podstawie m.in. łacińskiej wersji Wojny żydowskiej Józefa Flawiusza sporządzonej przez tzw. Pseudo-Hegesippusa. Autor wskutek nieporozumienia nazywany był Józefem ben Gorionem i żył w 1. poł. X wieku w południowej Italii. Nie wiadomo dokładnie, w jaki sposób powstało imię Josippon, podług którego określa się obecnie samą księgę. Prawdopodobnie jeszcze w X lub w XI w. Księga Josippona uzyskała tłumaczenie arabskie, a w XIV w. etiopskie.
Editio princeps ukazała się ok. 1475 r. w Mantui, inna wersja zaś w Konstantynopolu w 1510 r. i na jej podstawie w Wenecji w 1544. Josippon jeszcze w XVI w. został przetłumaczony na język łaciński, angielski, niemiecki i jidysz. 
W tablicy narodów Księgi Josippona zachowały się informacje o plemionach tureckich, słowiańskich i innych.

## Wydania współczesne i przekłady
Przedruk wydania weneckiego: Joseph ben Gorion Hacohen, Josiphon. History of the Jews during the period of the Second Temple, and the war between Jews and the Romans reprinted according to the completed edition of Venice 5304 with supplements from the Mantua edition (5238–5240) and the Constantinople edition (5270) with added remarks, and preface, ed. by H. Hominer, Jerusalem 1956.
Wydanie krytyczne: The Josippon [Josephus Gorionides], vol. 1–2, ed. by D. Flusser, Jerusalem 1980–1981. Wersja arabska i judeo-arabska: S. Sela, The Arabic Josippon, vol. 1–2, Jerusalem – Tel-Aviv 2009. Wersja etiopska: Des Josef ben Gorion (Josippon) Geschichte der Juden, ዜና፡ አይሁድ። nach den Handschriften in Berlin, London, Oxford, Paris und Strassburg, hrsg. von M. Kamil, New York [1938]. Tłumaczenie niemieckie wraz z hebrajskim tekstem krytycznym: Josippon: Jüdische Geschichte vom Anfang der Welt bis zum Ende des ersten Aufstands gegen Rom, hrsg. von D. Börner-Klein, B. Zuber, Wiesbaden 2010. Tłumaczenie włoskie pierwszej części Księgi Josippona: A. Toaff, Cronaca ebraica del Sepher Yosephon, Roma 1969.